# Christian von Bülow
Christian Robert von Bülow af Radum (Copenaghen, 14 dicembre 1917 – 13 gennaio 2002) è stato un velista danese.

## Palmarès

### Olimpiadi
- 2 medaglie:
  - 1 oro (Tokyo 1964 nella classe Dragon)
  - 1 argento (Melbourne 1956 nella classe Dragon)